# Bøstrup Kirke
Bøstrup kirke er sognekirken for Bøstrup Sogn, der hører under Fyens Stift. Kirken ligger i Langeland Kommune, tidligere lå den i Tranekær Kommune, Langelands Nørre Herred.
Der er tale om en middelalderkirke, oprindelig herredskirke for Langelands Nørre Herred. Karakteristiske billedkvadre indsat i murene – for eksempel et Kristus-hoved.
Altertavlen er et renæssancearbejde fra omkring 1615, prædikestol fra Hans Gudewerdt den Yngres billedskærerværksted udført i renæssancestil 1634.
På kirkegården hviler fru Constance Leth til Egeløkke. Hun huskes især fordi Grundtvig i 1805, da han var huslærer på godset, nærede en dyb forelskelse i hende.

## Eksterne kilder og henvisninger
- Bøstrup Kirke hos KortTilKirken.dk